# Silent Circle
Silent Circle je německá hudební skupina, založená v Západním Německu v roce 1985. Skupinu tvoří Martin Tychsen (zpěv), Alex Breitung (klávesy) a Jürgen Behrens (bicí).

## Historie
Skupina se poprvé představila roku 1979, ale záhy se rozpadla. Počátkem 80. let se trio znovu dalo dohromady a pojmenovalo se Silent Circle. Jejich první singl pod názvem „Hide Away – Man Is Comin'!“ získal značnou pozornost a poté následovala řada dalších velmi úspěšných singlů, např. „Touch in the Night“, „Stop the Rain“, „Love is Just a Word“ a „Time for Love“. Roku 1986 skupina vydala své první album No. 1, které obsahuje 11 singlů. Album bylo vydáno pod názvem Blow-Up společností Intercord Company.

## Diskografie

### Alba
- No. 1 (1986)
- Back (1994)
- Stories 'bout Love (1998)
- Chapter Euro Dance (2018)
- Chapter 80ies – Unreleased (2018)
- Chapter Italo Dance – Unreleased (2018)

### Singly
- Hide Away – Man Is Comin"! (1985)
- Touch in the Night (1985)
- Stop the Rain (1986)
- Love Is Just a Word (1986)
- Time for Love (1986)
- Danger Danger (1987)
- Oh, Don't Lose Your Heart Tonight (1987)
- Moonlight Affair (1987)
- I Am Your Believer (1989)
- What a Shame (1989)
- 2night (1993)
- Every Move, Every Touch (1994)
- Egyptian Eyes (1996)
- Touch in the Night "98" (1998)
- One More Night (1998)
- Night Train (1999)
- I Need a Woman (2000)
- Moonlight Affair 2001 (2001)
- 2night "18" (2018)
- Every Move Every Touch "18" (2018)

### Kompilace
- Best of Silent Circle (1993, Dusty Records)
- Back II (1997, Dusty Records)
- Touch in the Night (limited edition) (1998, VMP International)
- Their Greatest Hits of the 90's (2000, AWP Records))
- 25 Years – The Annivesary Album (2010, Spectre Media)
- Hits & More (2010, Hargnet Media)
- The Original Maxi-Singles Collection (2014, Pokorny Music Solutions)